# برودربوند
برودربوند (بالإنجليزية: Broderbund)‏ هي شركة أمريكية سابقة كانت تصنع برامج الحاسوب وإنتاج ألعاب الفيديو، أسست سنة 1980م وكانت مقرها في ولاية كاليفورنيا الأمريكية، وانحل الشركة سنة 1998م.

## وصلات خارجية
- Broderbund  Official website
- Archive of Brøderbund website
- Profile at موبي جيمز